# Municipio de Hickory Grove (condado de Jasper)
El municipio de Hickory Grove (en inglés: Hickory Grove Township) es un municipio ubicado en el condado de Jasper en el estado estadounidense de Iowa. En el año 2010 tenía una población de 292 habitantes y una densidad poblacional de 3,13 personas por km².

## Geografía
El municipio de Hickory Grove se encuentra ubicado en las coordenadas 41°48′37″N 92°49′46″O / 41.81028, -92.82944. Según la Oficina del Censo de los Estados Unidos, el municipio tiene una superficie total de 93.32 km², de la cual 93,24 km² corresponden a tierra firme y (0,09 %) 0,08 km² es agua.

## Demografía
Según el censo de 2010, había 292 personas residiendo en el municipio de Hickory Grove. La densidad de población era de 3,13 hab./km². De los 292 habitantes, el municipio de Hickory Grove estaba compuesto por el 95,55 % blancos, el 2,74 % eran afroamericanos, el 0,34 % eran asiáticos, el 1,03 % eran de otras razas y el 0,34 % eran de una mezcla de razas. Del total de la población el 3,08 % eran hispanos o latinos de cualquier raza.